# 글래디에이터 전술 무인 지상 차량
글래디에이터 전술 무인 지상 차량(Gladiator Tactical Unmanned Ground Vehicle; Gladiator TUGV)은 미국 해병대를 지원하기 위해 개발되었다. Gladitor는 감시, 정찰, 먼투를 모두 수행할 수 있다.
모듈식 구성이라 각 작전에 맞는 장비를 장착할 수 있다.

## 같이 보기
- TALON
- XM1219
- SGR-A1